# آرامستان ارامنه هفتوان
گورستان ارامنه هفتوان با وسعت دو هکتار در داخل روستای هفتوان شهرستان سلماس واقع شده و با کلیسای تاریخی هفتوان مرتبط است. سنگ قبرهای موجود در این قبرستان دو نوع اند: سنگ‌های سیاه آتشفشانی و سنگ‌های صاف تخته ای.